# Yade Lauren
 (janvier 2017).
Si vous disposez d'ouvrages ou d'articles de référence ou si vous connaissez des sites web de qualité traitant du thème abordé ici, merci de compléter l'article en donnant les références utiles à sa vérifiabilité et en les liant à la section « Notes et références ».
Jade Clevers, de son nom d'artiste Yade Lauren (née à Rosmalen, le 8 avril 1999), est une chanteuse néerlandaise. Elle chante les singles Invitation et Love & war avec les DJs du groupe Yellow Claw. Elle réalise également Langs je werk avec le rappeur Jonna Fraser.

## Biographie
Jade Clevers est née à Rosmalen puis déménage plus tard à Vught. Elle apprend elle-même la guitare et le piano. À seize ans, elle met en ligne quelques vidéos d'elle sur YouTube, comme Sweet Dreams de Beyoncé, Jar of Hearts de Christina Perri, et Zeg dat niet de Lil' Kleine et Ronnie Flex. Filmée par sa sœur, elle poste les vidéos sur Facebook, qui deviennent vite virales. Sa version de Zeg dat niet, par exemple, est visionnée plus d'un demi-million de fois[réf. nécessaire].
Par la suite, elle fait la rencontre du groupe Yellow Claw qui lui demandent de faire un single avec eux. Elle chante sur leur musique Invitation . Le single atteint le Single Top 100[réf. nécessaire] et la vidéo sur YouTube est vue près de deux millions de fois[réf. nécessaire]. En octobre 2016, elle travaille avec Jonna Fraser en tant que chanteuse invitée sur son single Langs je werk. Cette chanson est classée dans le Top 100, comme l'album dont elle fait partie (Blessed, qui fut classé no 1 dans le Top 100 des meilleurs albums aux Pays-Bas).
Depuis 2016, elle suit des cours à L'Académie d'Herman Brood aux Pays-Bas[réf. souhaitée]. Elle travaille également sur son premier EP[réf. nécessaire].

## Singles
| Année | Artistes                      | Nombre              | Top 100 | Semaines |
| ----- | ----------------------------- | ------------------- | ------- | -------- |
| 2016  | Yade Lauren et Yellow Claw    | Invitation          | 82      | 9        |
| 2016  | Jonna Fraser avec Yade Lauren | Langs je werk       | 41      | 3        |
| 2016  | Yade Lauren et Yellow Claw    | Love & war          | -       | -        |
| 2017  | Chace et Yade Lauren          | Something About You |         |          |